# 富兰克林·D·罗斯福站
富兰克林·D·罗斯福站（法語：Franklin D. Roosevelt）是法国巴黎地铁1号线和巴黎地铁9号线共用的一个车站，位于巴黎八区，1號線月台於1900年7月19日启用，9號線月台於1923年5月27日啟用，當時的站名為香榭儷舍圓環（Rond-Point des Champs-Élysées）。
本站於1946年改名，為了紀念美国总统富兰克林·D·罗斯福在第二次世界大戰期間對法國的援助。

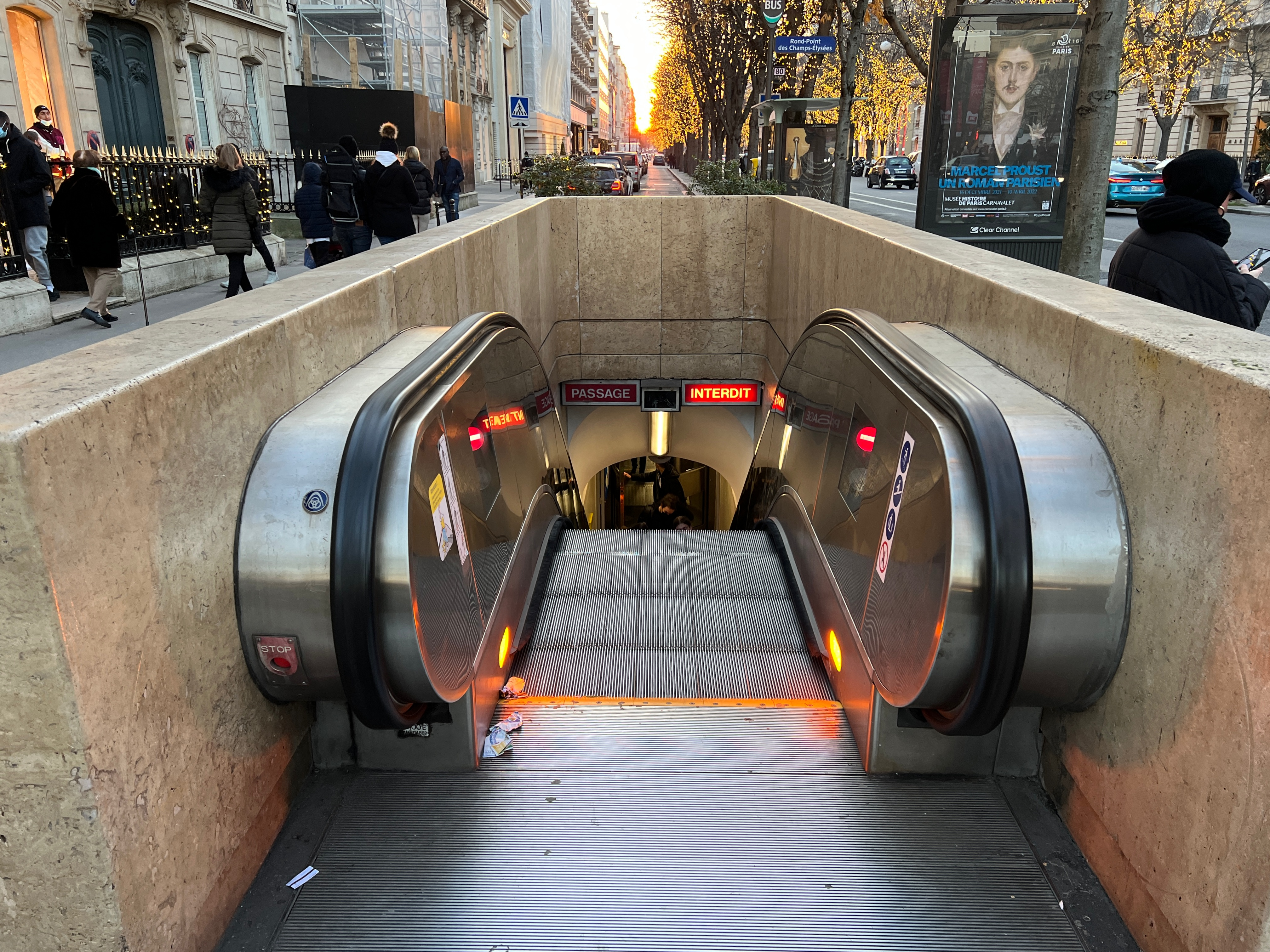
蒙田大街上的入口 (2021年12月)

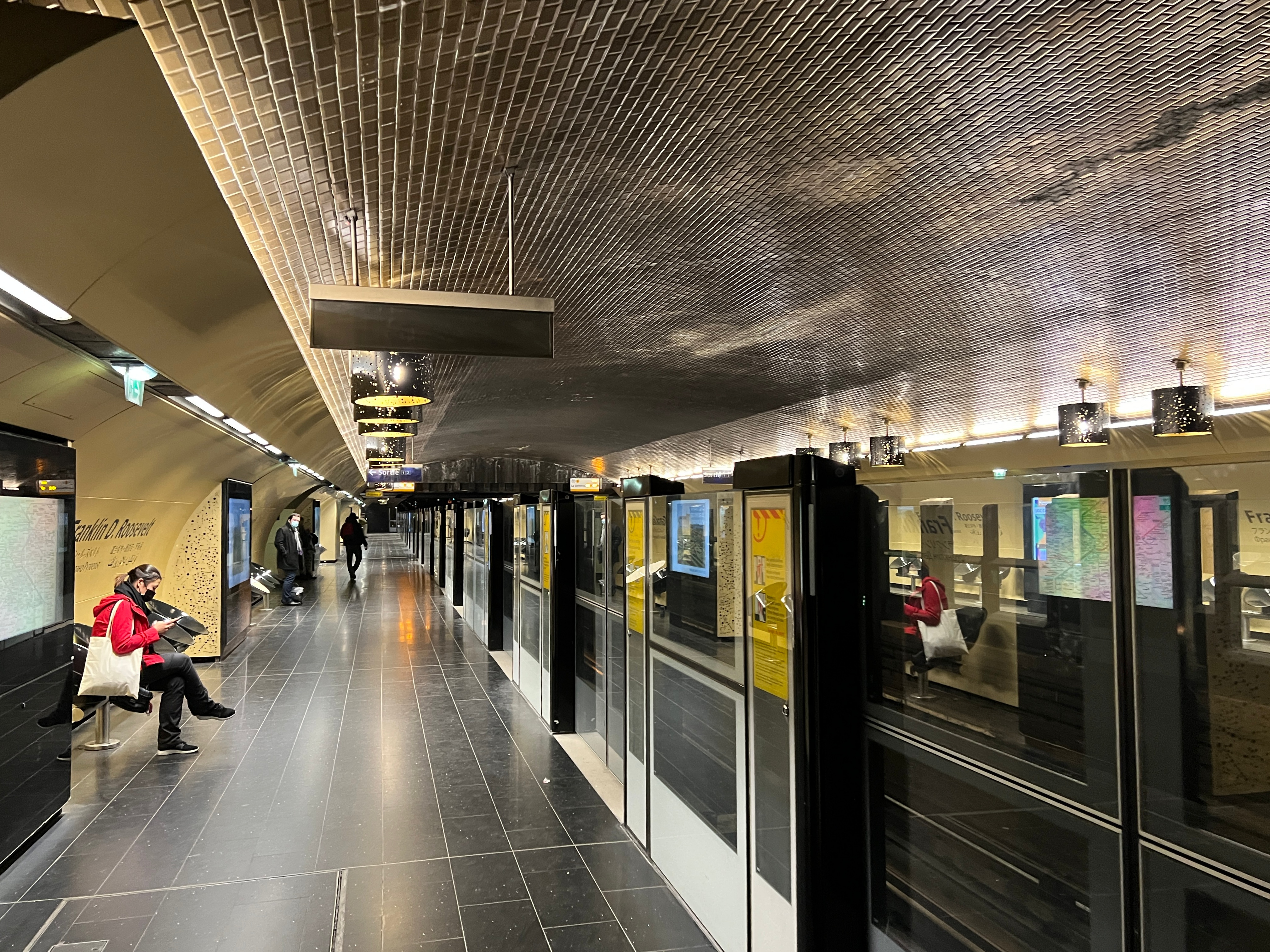
1號線月台 (2022年3月)

## 車站結構
| 街道      |                                  |                                  |
| B1        | 月台連接夾層                     |                                  |
| 1號線月台 | 設有月台幕門的側式月台，右側開門 | 設有月台幕門的側式月台，右側開門 |
| 1號線月台 | 1號月台                          | 往拉德芳斯（喬治五世）           |
| 1號線月台 | 2號月台                          | 往文森城堡（香榭麗舍-克列孟梭）  |
| 1號線月台 | 設有月台幕門的側式月台，右側開門 |                                  |
| 9號線月台 | 側式月台，右側開門               | 側式月台，右側開門               |
| 9號線月台 | 2號月台                          | 往塞夫爾橋（阿爾瑪-瑪索）        |
| 9號線月台 | 1號月台                          | 往蒙特勒伊鎮（聖菲利普盧勒）     |
| 9號線月台 | 側式月台，右側開門               |                                  |